# Роя
Роя (на италиански: Roia; на френски: Roya) е река в Морските Алпи (Приморските Алпи) в граничния район на Италия и Франция.
Извира южно от френските Col de Tende (итал.: Colle di Tenda) близо до град Тенд, регион Прованс-Алпи-Лазурен бряг (Франция) и се влива след около 59 км в Италия при Вентимиля, провинция Империя (Италия) в Лигурско море.
На горното течение се намира френският Национален парк Меркантур (фр.: Parc national du Mercantour).